# Sydafrika i olympiska vinterspelen 1960
Sydafrika deltog med fyra deltagare vid de olympiska vinterspelen 1960 i Squaw Valley. Ingen av landets deltagare erövrade någon medalj.